# Havenwelten

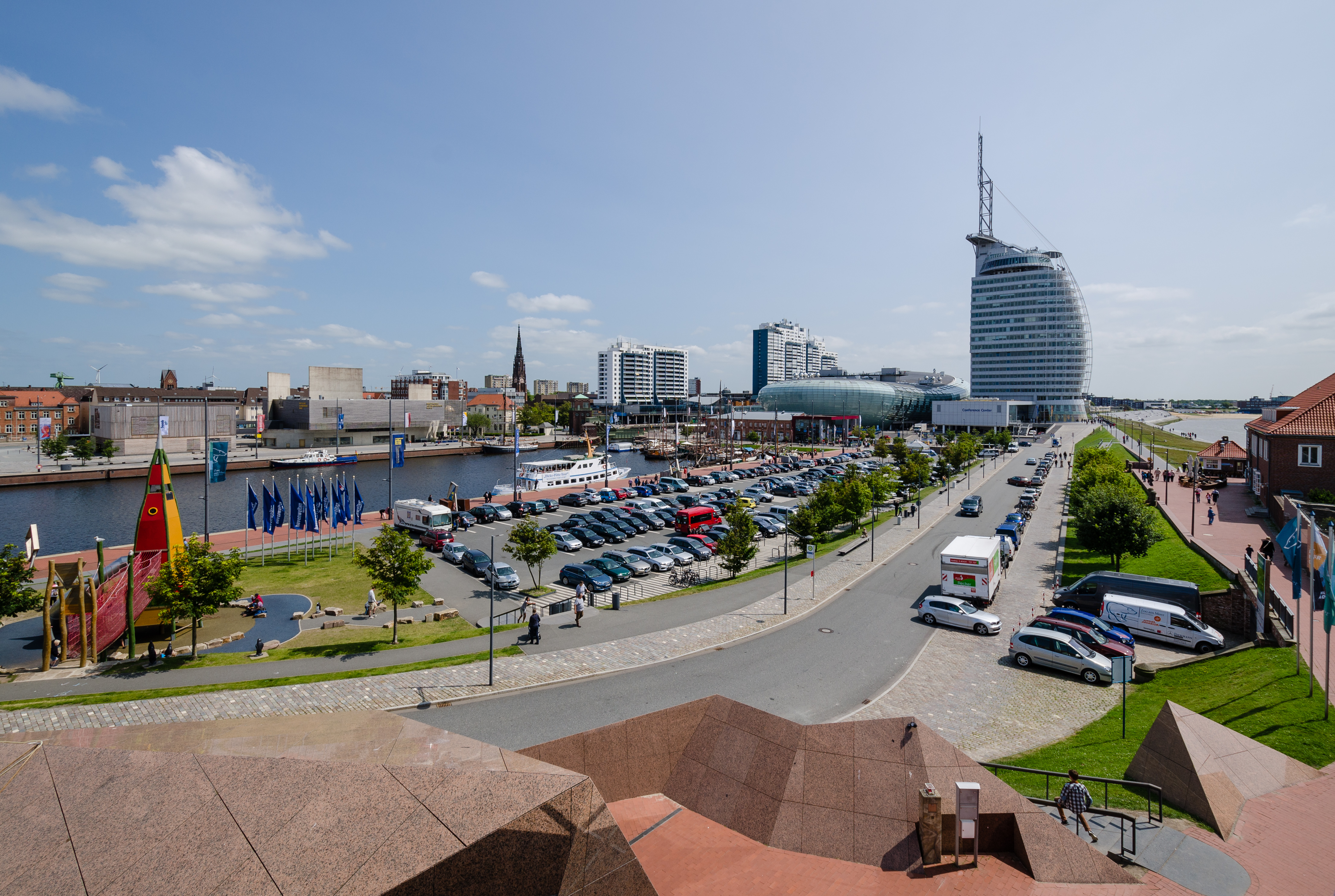
Überblick über die Havenwelten, fotografiert 2013 vom Zoo am Meer

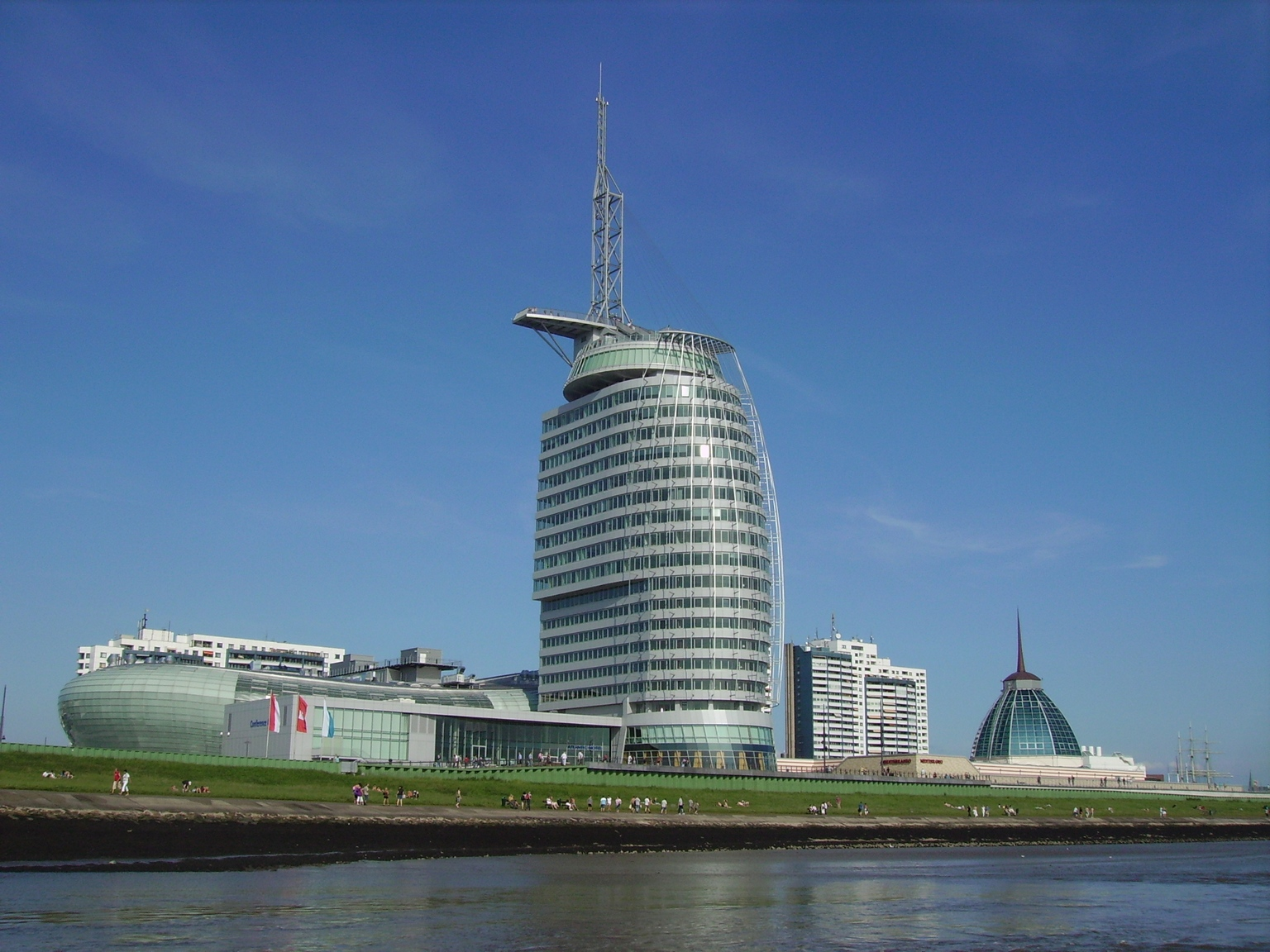
Blick auf die Havenwelten im Juli 2009

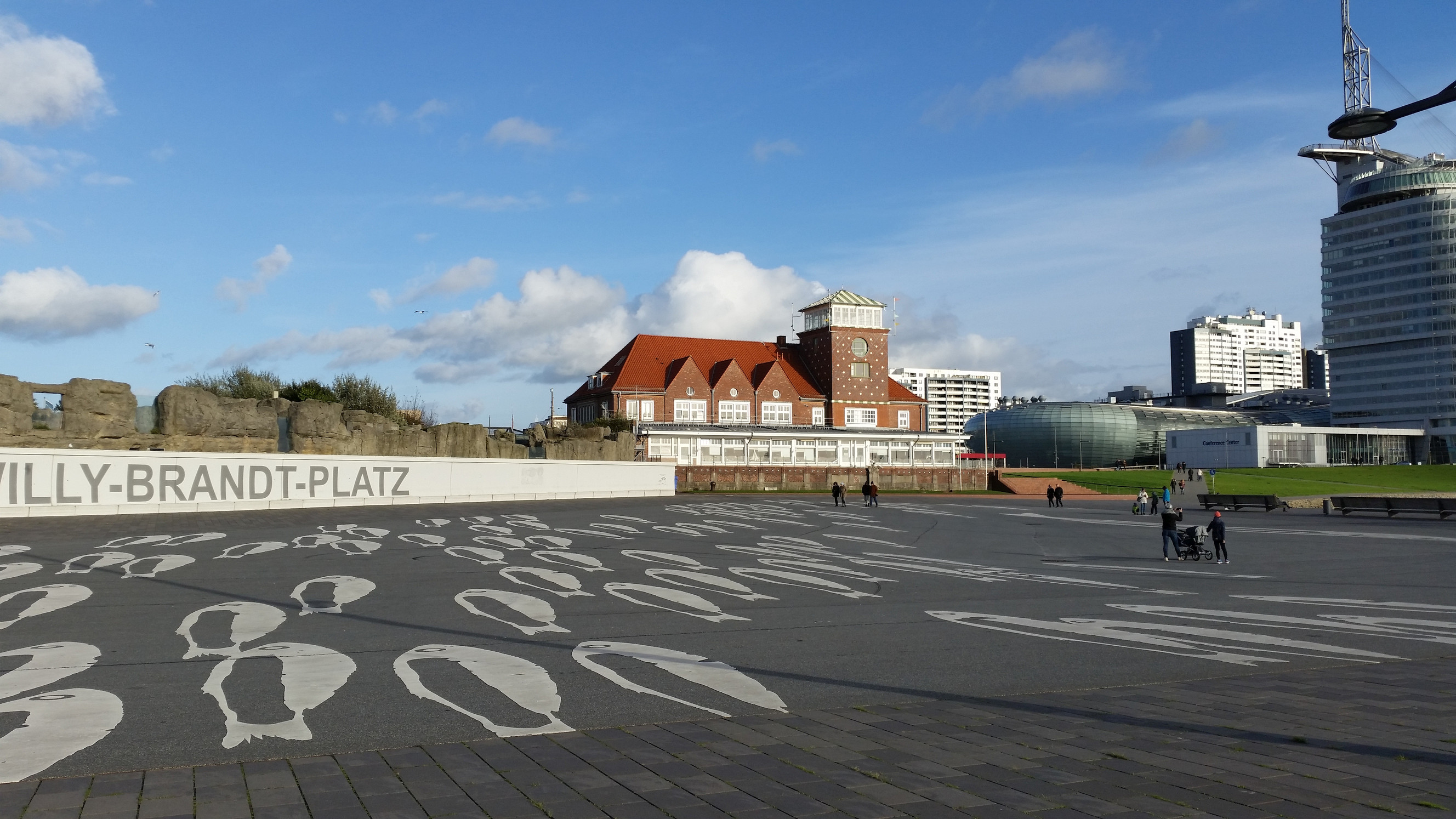
Willy-Brandt-Platz in Bremerhaven

Die Havenwelten sind ein maritim geprägtes Stadtviertel Bremerhavens im Bereich des Alten und Neuen Hafens.
Teilweise ist die räumliche Anordnung der einzelnen Inhalte deckungsgleich mit denen des an derselben Stelle geplanten, aber nicht umgesetzten Ocean Park Bremerhaven.
Durch den Wandel im Hafenbetrieb wurden die sehr innenstadtnahen Hafen- und Gewerbeflächen an den beiden ältesten und kleinsten Hafenbecken zunehmend unattraktiv für die Hafenwirtschaft und es entstand die Notwendigkeit der Konversion dieser Flächen. Mit dem Bau des Deutschen Schifffahrtsmuseums seit 1969 auf der einen Seite und dem Bau der Columbusstraße 1966 und dem Columbus Center 1975 auf der anderen Seite des Alten Hafens, dessen Becken dabei teilweise verändert wurde, begann dieser Wandel schon in den 1960er bis 1970er Jahren. Dies war auch der Anfang einer touristischen Nutzung des Areals. Diese wurde später zum Konzept des Ocean Parks weiterentwickelt und sollte dem strukturschwachen Bremerhaven ein neues Standbein verschaffen.
Im Rahmen der Konversion wird die Neuausrichtung der Kernstadt Bremerhavens weiter vorangetrieben – zwischen der Einkaufsmeile mit Columbus-Center und klassischer Haupteinkaufsstraße Bürgermeister-Smidt-Straße einerseits und dem Weserdeich andererseits – mit teils gewachsenen Strukturen an Land und ausgedehnten Wasserflächen einer klassischen deutschen Hafenstadt. Für diese Maßnahme wenden private und öffentliche Geldgeber gemeinsam mehrere hundert Millionen Euro auf. Neben einigen etablierten Attraktionen entstanden dort weitere Anziehungspunkte.
Die Havenwelten wurden 2009 vom Bundesverkehrsministerium mit dem Nationalen Preis für integrierte Stadtentwicklung und Baukultur ausgezeichnet.

## Bestandteile der Havenwelten
Zu den Havenwelten gehören folgende Einrichtungen und Anlagen:
- Die Weserpromenade mit dem Seezeichen, dem Weserstrandbad, der Strandhalle, dem Großen Leuchtturm von 1854, der Seebäderkaje und dem Schlepperpier
- Der Zoo am Meer von 1928, umgestaltet 2004
- Der Willy-Brandt-Platz umgestaltet 2012
- Der Radarturm mit Aussichtsplattform
- Das Deutsche Schifffahrtsmuseum von 1975, erweitert 2000
- Der Museumshafen/Alte Hafen von 1830
- Der Neue Hafen von 1852 mit der Schulschiff Deutschland, Traditionsschiffen, Yachten  Speicher, Drehbrücke, alter Schleuse sowie Lloyd-Dock
- Das Deutsche Auswandererhaus von 2005,
- Das Atlantic Hotel Sail City von 2008 mit Aussichtsplattform
- Das Conference Center Bremerhaven von 2008
- Das Klimahaus Bremerhaven von 2009
- Das Columbus Center von 1975 an der Oberen Bürger  mit Einkaufszentrum und Wohnhochhäusern
- Das Wohnen am Deich
- Die Lloyd Marina und das dazugehörende Boardinghouse
- Die Technologiepark t.i.m.e. Ports I, II und III
- Das Einkaufszentrum Mediterraneo an der Havenplaza seit 2008, seit 2020 Mein Outlet & Shopping-Center
- Die Havenbrücke vom Columbus Center zur Havenplaza